# نسيان المصدر
نسيان (نساوة) المصدر (بالأنجليزية: Source amnesia) هي عبارة عن فقد القدرة على تذكر مكان، ووقت، وكيفية اكتساب معلومات تم تعلمها من قبل، مع الاحتفاظ بالمعرفة الواقعية لها. يرتبط هذا الفرع من فقدان الذاكرة بالخلل في الذاكرة التقريرية للفرد.
من المحتمل أن يكون عدم الربط بين امتلاك المعرفة، وتذكر السياق الذي اكتُسِبَت فيه، هو نتيجة للانفصال بين الذاكرة الدلالية، والذاكرة العرضية، حيث يحتفظ الشخص بالمعرفة الدلالية (الحقائق، والأفكار، والمفاهيم التي إكتسبها)، لكن ينقصه المعرفة العرضية (الأوقات، والأماكن، والعواطف المرتبطة بها).
تعكس صور الذاكرة عمليات التشفير التي تحدث أثناء اكتساب معلومات مختلفة (كالقراءة، والتفكير، والاستماع)، وأحداث مختلفة (كالصحف، والأفكار، والمحادثات)، والتي تُنتج تصورات عقلية يختلف المخ في إدراكها عن بعضها، مما يسبب صعوبة أثناء إسترجاع هذه المعلومات عند وضعها في سياق مختلف عن الذي تم تشفيرها فيه من قبل.
يتضمن رصد المصدر عملية منهجية من التفكير المتعمد البطيء في المكان الأصلي الذي تعلم فيه الفرد هذه المعلومات.

## الأسباب

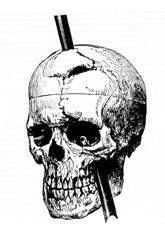
فينس غيج يجسد فرد تعرض لتلف الفص الجبهي، حيث يمر قضيب حديدي كبير خلال الفص الجبهي له من ناحية اليسار، مما أحدث تغيرات في شخصيته.

نسيان المصدر ليس ظاهرة نادرة، حيث يتعرض لها كل شخص يوميا تقريبا، لأنه على حد علمنا، فإن تذكر المعلومات نفسها هو أهم من تذكر مصدرها. ومع ذلك هناك أمثلة متطرفة لنساوة المصدر بسبب عدة عوامل مختلفة.

### تلف الفص الجبهي
يعاني الأشخاص المصابون بتلف الفص الأمامي من المخ من ضعف في الذاكرة المتعلقة بالسياق الزمني، حيث يجدون صعوبات في التحكمات الزمنية مثل: ترتيب الأحداث زمنيا حسب وقوعها، ولا يستطيعون إرجاع المعرفة إلى مصدرها المناسب (نساوة المصدر).
يستطيع الأفراد المصابون بتلف الفص الأمامي من المخ تذكر المعلومات لكنهم يخطئون في ربطها بالمصدر (هل قرأها في مكان ما؟ أو شاهدها في التلفاز؟) ويظهر ذلك بعد مرور 5 دقائق من تعلم أمر ما، ويتضح من ذلك أن هذا التلف يسبب انفصال بين الذاكرة الدلالية والعرضية. لذا فإنهم لا يستطيعون ربط السياق الذي اكتسبوا فيه المعلومة بالمعلومة نفسها.

### أسباب متعلقة بالعمر
وُجِد أن كبار السن هم أكثر عرضة لنساوة المصدر من الأشخاص الأصغر سنا، وقد بينت التجارب أنهم يتذكرون قدر أقل من المعلومات في المهام التي تعتمد على التعرف واسترجاع المعلومات، ولا يستطيعون وصف مصدر معلوماتهم. ويرجع ذلك إلى تلف الخلايا العصبية مع تقدم السن، والذي يحدث بشكل أساسي في الفص الجبهي.

### مرض ألزهايمر
من المعروف أن مرض آلزهايمر مرتبط بالخلل الوظيفي في الفص الجبهي، مما يجعله سببا في نساوة المصدر.
حيث أشارت دراسة ما على الحالات المعملية أن مرضى ألزهايمر لديهم ضعف في رصد المصدر. يرجع ذلك إلى العجز في رصد الواقع.رصد الواقع هو عملية التمييز بين مصدر المعلومات إذا ما كان داخلي أم خارجي، ويعتمد على الحكم على الخصائص النوعية للمعلومات لتحديد إذا ما كانت المعلومات حقيقية أم وهمية، وقد بينت الدراسات أن الخلل يحدث في تلك العملية مما يجعل مرض ألزهايمر مرتبط بنساوة المصدر.

### مرض الفُصام
يتميز الفُصام المرتبط بضعف في الذاكرة العرضية غالبا بارتباك المحفزات الداخلية، والأحداث الواقعية، وعادة ما يفشل مريض الفُصام في رصد وتذكر مصادر المعلومات (نساوة المصدر).
وهي صفة ثابتة في هذا المرض، حيث أن هناك تجربة أثبتت أنه على مدار سنتين لم يتغير معدل أخطاء مرضى الفُصام في تذكر المصدر بالرغم من التقلبات في وضع الدواء وأعراض المريض، وقد وجدت الفحوصات وتصوير الأعصاب أن المناطق المسؤولة عن ذاكرة المصدر تكون أقل نشاطا في مرضى الفُصام عن غيرهم.
يرجع سبب ضعف ذاكرة المصدر في مرضى الفُصام إلى الخلل في تكوين الروابط اللازمة لتذكر المصدر، والخلل في رصد الواقع، ويعتبر ذلك عامل مساعد لحدوث الهلاوس التي تميز الفُصام.
كما وجدت دراسة ما أن مريض الفُصام ليس فقط بطيء في المهام التي تتضمن رصد المصدر ولكنه أيضا غير دقيق، فهو لا يستطيع التفرقة بين المعلومات المستمدة داخليا وخارجيا، لذلك يميل المريض إلى إنساب الأحداث المتولدة بداخله مثل: الهلاوس والضلالات إلى مصدر خارجي، فلا يستطيع إدراك أنه هو صاحب الفكرة بل ينسبها إلى مصدر خارجي.
كل ما سبق يجعل مريض الفُطام يتصرف كمريض نساوة المصدر فيُرجع المعرفة والأفكار والمعتقدات إلى أشياء أخرى خاطئة.

### اضطراب ما بعد الصدمة
يتميز اضطراب ما بعد الصدمة بذاكرة عرضية فقيرة للأحداث، ويتعرض هؤلاء الأشخاص لتشوهات في الذاكرة، وبناء ذاكرة كاذبة، وتكامل غير مقصود لمعلومات لم تكن موجودة في الذاكرة الأصلية.
لا يمتلك هؤلاء الأشخاص ذاكرة عرضية فقيرة للأحداث فقط، ولكن أيضا يجدون صعوبات في التعرف على مصادر المعلومات العاطفية، والمحايدة  بشكل عام، ولديهم قدرة أقل من غيرهم على استرجاع مصادر المعلومات بسبب صعف في عملية تشفير المعلومات مما يخلق علاقات ضعيفة بين العناصر وسياقها.

### الاكتئاب
يرتبط الاكتئاب بكل الذكريات بشكل عام، فيجد الشخص الذي يعاني من الاكتئاب صعوبة في تذكر مصادر الذكريات مقارنة بغيره من الأشخاص الطبيعيين، ويميل إلى تذكر الذكريات السلبية، ومن المحتمل أن يرجع سبب ذلك إلى نشاط لوزة المخيخ أثناء تشفير المعلومات العاطفية خاصة السلبية.
وبشكل عام، هناك علاقة بين إثارة الذكريات العاطفية، وتذكر مصادرها، وهناك بعض الدلائل على أن تعزيز معالجة الذكريات السلبية يرجع إلى الافتقار إلى مصادر الذكريات  مما يجعلهم يعانون من نساوة المصدر.

### التنويم الإيحائي (المغناطيسي)
يعتبر التنويم الإيحائي سببا في نساوة المصدر، حيث يتم تنويم الشخص مغناطيسيا وتعليمه بعض المعلومات والخبرات، وعند اختباره فيها بعد ذلك وجد أنه يجيب إجابات صحيحة، ولكنه لا يتذكر كيف، ولا أين تعلمها (لقد قرأتها في مكان ما، أو شخص ما أخبرنى..).

## اختبارات تشخيصية

### اختبار فرز البطاقات لويسكونسين
يُستخدم اختبار فرز البطاقات لويسكونسين (بالأنجليزية: Wisconsin Card Sorting Test) بشكل كبير في المجال الإكلينيكي لاختبار القصور المعرفي كما الحال في اضطراب الفص الجبهي المرتبط بنساوة المصدر.
الإجراء:
يتكون العنصر الإبصاري المكاني في هذا الاختبار من تشكيلتين من 12 بطاقة متطابقة، وتختلف الرموز الموجودة عليها من حيث اللون، والكمية، والشكل، ثم يُعطَى المشاركون كومة من البطاقات الإضافية، ويُطلَب منهم مطابقة كل بطاقة منها بنظيرتها في المجموعة السابقة.
النتائج:
سوف يجد الأشخاص الذين يعانون من خلل في وظيفة الفص الجبهي، ونساوة المصدر صعوبة كبيرة في إنهاء تلك المهمة بنجاح.

### اختبار الطلاقة اللفظية
يُستخدم اختبار الطلاقة اللفظية (بالأنجليزية: verbal fluency test) لتقييم مرضى الخلل الوظيفي في الفص الجبهي.
الإجراء:
يُطلب من المشترك ان يقول كلمات تبدأ بحرف معين (مثال: كلمات تبدأ بحرف الألف أو الراء)، ويُمنح ثلاثة محاولات، كل محاولة يُطلب منه كلمات تبدأ بحرف معين في دقيقة، ويحاول أن يجيب بأكبر عدد من الكلمات الممكنة التي تبدأ بالحرف المطلوب في الوقت المحدد.
النتائج:
يستطيع هذا الاختبار تقييم مدى التلف في الفص قبل الجبهي الذي يكون مرتبط بنساوة المصدر، ويعاني مرضى اضطراب الفص الجبهي من صعوبة في وضع العناصر اللفظية في الترتيب التسلسلي الصحيح، ورصد السلوكيات الشخصية، وهذه السلوكيات مطلوبة للقدرة على استرجاع مصدر ذاكرة ما.

### مهمة تسمية اللون لستروب
وجدت الأبحاث أن تأثير ستروب (بالأنجليزية: Stroop Color-Naming Task) له نتائج عديدة لها علاقة بالسن، وتأثيره على الذاكرة، حيث يقيس الاختبار مهارات سرعة، ودقة تسمية الألوان، والكلمات الملونة، لتحديد تأثير تقدم العمر على المخ، الذي يُعتقد أنه من أسباب نساوة المصدر.
الإجراء:
يُطلب من المشترك أن يقرأ مجموعة من الكلمات ذات صلة، وأن يُسمي بعض الألوان.
خلال العنصر الأول من الاختبار، وهو مهمة قراءة مجموعة من الكلمات، يُطلب منه أن يقرأ أسماء الألوان المكتوبة باللون الأبيض، أو غيره من الألوان بأقصى سرعة (مثال: كلمة «أخضر» مكتوبة باللون الأبيض) والمطلوب منه قراءة الكلمة نفسها «أخضر» وليس لون الخط المطبوعة به، ثم بعد ذلك يُطلب منه تسمية ألوان مجموعة من الكتل الملونة.
يتكون العنصر الثاني من الاختبار من مهمة تسمية ألوان مجموعة من الكلمات مكتوبة بألوان معينة ولكن معناها يدل على لون آخر (مثال: الكلمة هي «أحمر» لكنها مطبوعة باللون الأخضر) والمطلوب من المشترك أن يسمي لون الخط المطبوع به الكلمة «أخضر» وليس دلالة الكلمة.
النتائج:
تكون مهمة تسمية الألوان أبطأ من مهمة قراءة الكلمة في الأشخاص الأصحاء، بينما سيقوم مرضى تلف الفص قبل الجبهي (مرضى نساوة المصدر) بتسمية اللون وتجاهل الكلمة، حتى لو كان المطلوب منهم هو قراءة الكلمة.
بالرجوع إلى السن، وُجد أن تقدم السن يؤثر على القدرة على إنهاء الاختبار بشكل صحيح، خاصة في العقد السادس والسابع من العمر.
يقيس اختبار تسمية الألوان لستروب درجة معاناة الشخص من نساوة المصدر.
وترتبط درجة شدة تلف الفص قبل الجبهي بطريقة مباشرة مع سرعة الفرد على إكمال مهمة تسمية الألوان لستروب، فكلما زاد التلف في هذه المنطقة من المخ، كلما كان إنهاء الاختبار أبطأ.

### اختبار التعرف على القديم والجديد
تعتمد القرارت التي يتم إتخاذها خلال هذا اختبار التعرف على القديم والجديد (بالأنجليزية: Old-New Recognition Test) على المعرفة أكثر من التعمق في معاينة محتويات الذكريات.
حيث يشعر مرضى نساوة المصدر خلال هذا الاختبار بالمعرفة الشبحية للكلمات اللغوية مثل: الحلوى، والسكر، ويدّعي أكثر من مرة أنه شاهد كلمات لا تكون موجودة في الاختبار.
الإجراء:
يُعرض على المشترك قائمة من الكلمات لدراستها، ويُقيم على فترات زمنية مختلفة ما إذا كان يستطيع تذكر أي الكلمات كانت موجودة في القائمة وأيها لم تكن موجودة (مثال: يُعطى المشترك قائمة مكونة من 15 كلمة لدراستها ثم يتم أخذها منه واختباره بعد مرور 20 دقيقة بإعطائه قائمة مكونة من 20 كلمة تتضمن كلمات من القائمة الأساسية التي درسها، وبعض الكلمات المخادعة_لها نفس المعنى اللغوي لكلمات من القائمة الأصلية ولكنها ليست نفسها حرفيا_، وكلمات جديدة).
ينجح المشترك في الاختبار إذا استطاع التمييز بين الكلمات الأصلية، والمخادعة.
يمكن إجراء هذه التجربة مع نفس المشترك مرات عديدة في فترات زمنية مختلفة (مثال: يُختبر مرة أخرى بعد ثلاثة شهور ثم بعد ستة أشهر).
النتائج:
يُظهر المشتركون فقدان لذاكرة المصدر مع الكلمات المخادعة وليس مع الكلمات الجديدة في القائمة، مما يعني انه تختلط المعرفة لديهم بين الكلمات المتشابهة لغويا مع الكلمات التي درسوها في القائمة الأصلية.

## الوقاية
أظهرت الأبحاث أنه من الممكن أن يكون ضعف تشفير المعلومات في الذاكرة هو المسؤول عن نساوة المصدر، فيصبح من الصعب على الشخص استرجاع مصدر ذكرى معينة في المستقبل إذا لم يتم تشفيرها من قبل بشكل صحيح، مما يجعل خلق علاج لنساوة المصدر أمرأ صعبا، حيث أن المعلومات لم يتم تكاملها بشكل صحيح داخل المخ. لقد تم دراسة بعض الإستراتيجيات الوقائية التي تستهدف مجموعة الناس المعرضين للخطر، وتعليمهم كيفية الوقاية من فقدان سياق الذكرى، وكيفية تحسين ذاكرة المصدر بين الناس بشكل عام.

### عامة الشعب
ينتشر مرض نساوة المصدر بين الناس الذين يعانون من اضطرابات معينة في المخ، لكنه من الممكن أن يصيب الأفراد الأصحاء أيضا.
يحدث ذلك عندما يشفر مخ الإنسان محتوى المعلومات فقط دون تكاملها مع السياق المحدد للمعلومة في الذاكرة، وتشير البحوث إلى أن استرجاع المعلومات محددة السياق يكون بشكل أفضل في المواقف التي تتضمن محفزات عاطفية وكلمات، مما يشير إلى إمكانية استفادة ذاكرة المصدر من التفكير في العواطف المتعلقة بمحتوى المعلومات مما يساعد على تشفيرها بشكل أفضل في الذاكرة، ويرتبط ذلك بنظريات الذاكرة الوهاجة.

### الأطفال
الأطفال هم الأكثر قدرة على تحديد مصدر المعلومات بشكل صحيح، إذا تم تعليمهم طريقة التفكير في ربط علاقة بين المتحدث والمعلومات التي يشاركها، فيفكر الأطفال في العلاقات الحسية والعاطفية تجاه المتحدث، ولكن تبين أن الأطفال الذين حسّنوا تشفير المصادر يكونوا أقل تحكم في ذلك الأمر عند استرجاع معلومات لغوية، أو بدون مصدر. ويشير ذلك إلى أنه قد يكون هناك مفاضلة داخل عقولهم، عندما يتعلق الأمر بأنواع مختلفة من الذكريات لديهم لأنهم قادرون على الإصغاء إلى قدر معين فقط من المعلومات في وقت واحد.

### كبار السن
يمكن أن يعاني البالغون من اضطرابات في الذاكرة بسبب عملية التقدم في السن الطبيعية، نتيجة ضمور الفص الجبهي أو غيره من التغيرات المتعلقة بالسن.
تتضمن الوقاية من نساوة المصدر في هؤلاء الأشخاص برامج تدريب للذاكرة بهدف زيادة سُمك قشرة المخ، وتشير البحوث إلى أن أدمغة كبار السن مازالت لها القدرة على التكيف والاستجابة.
أثبتت دراسة ما خضع فيها كبار السن إلى برنامج تدريبي للذاكرة لمدة ثمانية أسابيع أن هناك تحسن واضح خصوصا في ذاكرة المصدر، بالإضافة إلى أن التصوير بالرنين المغناطيسي أظهر زيادة في سُمك القشرة المخية.
هناك طريقة أخرى يستطيع بها كبار السن الوقاية من نساوة المصدر وهي التفكير في العلاقة بين محتوى وسياق الذكرى مما يساعد على الانتباه للمصدر عند تشفير المعلومات.

## آثار نساوة المصدر على شهادة شهود العيان
شهادة شهود العيان هي جزء لا يتجزأ عن المحكمة الجنائية، حيث يعتمد عليها القضاة، والمحلفين لتحديد الحكم، ولكن أظهرت الدراسات أن نساوة المصدر تتعارض مع الشهادة لأن أي معلومات خاطئة بعد الحدث، تؤدي إلى ذكريات مشوهة، وارتباك المصدر.
تأتي معلومات ما بعد الحدث من الأسئلة الموجهة، والتصريحات التي أدلت بها وسائل الإعلام، وزملاء الشهود، مما يؤدي إلى تشفير تفاصيل خاطئة في ذاكرتهم. فيدّعون رؤية أشياء لم تحدث إلا في خيالهم، مما يكون له آثار قانونية خطيرة، تؤدي إلى قناعات خاطئة، لذا يجب أن تتم عملية الإستجواب بحرص.

## ظواهر لها علاقة بنساوة المصدر

### فقدان الذاكرة بعد التنويم الإيحائي
هي ظاهرة يتعلم فيها الشخص معلومات ما تحت تأثير التنويم المغناطيسي، وعند سؤالهم عنها بعد استعادة الوعي، لا يتذكرون وقت ولا كيفية تعلمها،  وأشارت الدراسات إلى أنهم يكونوا غير قادرين على تذكر أي شيء حدث أثناء فترة التنويم المغناطيسي، وعند سؤالهم عن كيفية معرفة إجابات الأسئلة، يشيروا إلى عجزهم عن معرفة كيفية تعلمها.
تشبه هذه الظاهرة الذكريات الوهاجة، أو ظاهرة طرف اللسان.

### إرجاع المعرفة لأسباب أخرى
هي الفشل في القدرة على إسترجاع مصدر المعلومات الصحيح، بل يرجعونها لمصادر غير صحيحة، ويرجع ذلك إلى خطأ في عملية إتخاذ القرارات التي تربك أصل المعلومات.

### تذكر الخفايا
تحدث عندما يكون الشخص متأكدا أن كلمة، أو فكرة، أو أغنية معينة هي فكرته الأصلية، ولكن تكون فكرة شخص آخر في الأصل، مما يؤدي إلى السرقة الأدبية.
يحدث ذلك في مجال صناعة الموسيقى، ويتضمن انتهاك لحقوق الملكية للأغاني، وكذلك في أفكار البحوث العلمية.

### متلازمة عدم الثقة في الذاكرة
هي عبارة عن الشك في الذاكرة الخاصة بالشخص نفسه التي تشمل محتوى وسياق الأحداث، ويحدث ذلك بسبب مشاكل في تشفير ودمج الذكريات.
يعتمد هؤلاء الأشخاص على مصادر خارجية للمعلومات مما يؤثر على شهادة شهود العيان; لأن هؤلاء الأشخاص عرضة للإيحاء والتأثير عليهم بشكل كبير.
ترتبط هذه المتلازمة بالاضطراب الوسواسي القهري، حيث وُجد أن تكرار التأكد من الطقوس يؤدي إلى عدم الثقة في الذاكرة.